# 1,3-Diaminopropán
Az 1,3-diaminopropán, más néven trimetilén-diamin egyszerű diamin, képlete (CH2)3(NH2)2. Színtelen, halszagú folyadék, vízben és számos poláris szerves oldószerben oldódik. Izomerje az  1,2-diaminopropán. Mindkét vegyület heterociklusok szintézisének építőköveként szolgál, ezeket aztán például textilkikészítéshez vagy koordinációs komplexekben használják. Akrilnitril aminálásával, majd a kapott aminopropionitril hidrogénezésével állítják elő.
Káliumsóját az alkin cipzár (belső alkinből terminális alkint előállító) reakcióban használták.
Felhasználják továbbá a piroxantron és lozoxantron szintézisében.

## Fordítás
Ez a szócikk részben vagy egészben  a(z)   1,3-Diaminopropane című angol Wikipédia-szócikk ezen változatának fordításán alapul.  Az eredeti cikk szerkesztőit annak laptörténete sorolja fel. Ez a jelzés csupán a megfogalmazás eredetét és a szerzői jogokat jelzi, nem szolgál a cikkben szereplő információk forrásmegjelöléseként.